# Даурія (фільм)
«Даурія» (рос. «Даурия») — радянський двосерійний кольоровий художній фільм, поставлений на  кіностудії «Ленфільм» в 1971 році режисером  Віктором Трегубовичем за мотивами однойменного роману  Костянтина Сєдих.

## Сюжет
Літо 1914 року. Молодий козак Роман Улибін просить батька найняти сваху, поки не забрали його улюбленої Дашутки. Але у батька грошей немає, і на очах у Романа дівчину віддають заміж за багатого купецького сина. У розпачі Роман маже дьогтем будинок нареченої, але дістає суворе покарання від батька, а незабаром починається весілля, і народ гуляє за рахунок багатого купця, забувши про Романа. А після чужого весілля Роман дорослішає і зауважує, що світ навколо змінився. Мати переживає, син розлючений на батька. Але традиційне життя триває: треба косити, прибирати, працювати на землі та допомагати батькам.
Усе круто змінили війна і революція. Народ розділився на червоних і білих. Роман став червоним командиром, вірячи, що він бореться за рівність і соціальну справедливість. Але, поки він воює далеко від дому, в його рідній станиці вже зруйнований традиційний порядок, побитий отаман, приходять біль і страждання, розруха і смерть, ламаються долі. Батько Романа гине на очах у всієї козацької станиці, так і не встигнувши помиритися з сином. Роман, бравий командир на коні, повертається в рідну станицю і бачить, як убита горем мати оплакує мертвого батька.

## Ролі виконують
- Аркадій Трусов — Андрій Улибін, дід Романа
- Петро Шелохонов — Север'ян Улибін, батько Романа
- Віталій Соломін — Роман Улибін
- Віра Кузнєцова — Авдотья Улибіна, мати Романа
- Василь Шукшин — Василь Улибін, дядько Романа
- Женя Малянцев — Ганька, брат Романа
- Світлана Головіна — Дашутка Козуліна
- Федір Одіноков — Єпіфан Лукич Козулін, батько Дашутки
- Любов Малиновська — Горпина, мати Дашутки
- Юхим Копелян — Єлисей Петрович Каргін, станичний отаман
- Борис Аракелов — Митька, син Каргіна
- Дмитро Масанов — Сергій Ілліч Чепалов, купець
- Віктор Павлов — Никифор Чепалов, урядник
- Володимир Лосєв — Олексій Чепалов, син Сергія Ілліча
- Михайло Кокшенов — Федот Муратов, друг Романа
- Юрій Соломін — Семен Нагорний, більшовик
- Всеволод Кузнєцов — Платон Волокітін, коваль
- Ігор Єфімов — Тимофій Косих, п'яний козак
- Георгій Штиль — Лавров, анархіст

## В епізодах
- Юрій Дубровін — Кузьма, безрукий селянин
- Зіновій Гердт — Семенов, білий генерал
- Олександр Дем'яненко — Бубєнчіков, каратель
- Ігор Дмитрієв — Соломонов, осавул-каратель
- Юрій Назаров — Тарас, «Сохатий», побіжний каторжник
- Лідія Федосєєва — сваха
- Ігор Мілонов — козак

## Творча група
- Автори сценарію —  Юрій Клєпіков,  Віктор Трегубович
- Постановка —  Віктора Трегубовича
- Головний оператор —  Євген Мєзєнцев
- Головний художник —  Грачья Мекінян
- Композитор —  Георгій Портнов
- Звукооператор —  Ірина Черняхівська
- Режисер — О. Дашкевич
- Редактор —  Світлана Пономаренко
- Монтажер — Є. Садовська
- Оператори — О. Сисоєв, В. Коротков
- Майстер світла — Є. Зархі
- Художник-фотограф — В. Вігдерман
- Художник по костюмах —  Галина Дєєва
- Художник-гример — Вадим Халаїмов
- Художники-декоратори — В. Скрадоль, Єлизавета Урліна
- Асистенти:
  - режисера — Б. Манілова, О. Фрайбург,  Аркадій Тігай, Г. Марасаєва
  - оператора — В. Масі, Г. Мурашов
  - художника — Н. Крилова, Л. Смєлова
- Комбіновані зйомки:
  - Оператор — Ю. Мурашов
  - Художник —  Борис Михайлов
- Оркестр під управлінням —  Лео Корхін
- Директор картини — Володимир Семенець